# Tourniquet-Syndrom
Das Tourniquet-Syndrom ist eine lebensbedrohliche Komplikation, die bei der Wiederherstellung der Durchblutung (Reperfusion) nach einem länger als sechs Stunden bestehenden arteriellen Gefäßverschluss auftreten kann. Es entsteht durch eine massive Anflutung toxischer Metabolite aufgrund der Gewebsnekrose im ischämischen Areal.
Ursachen hierfür sind:

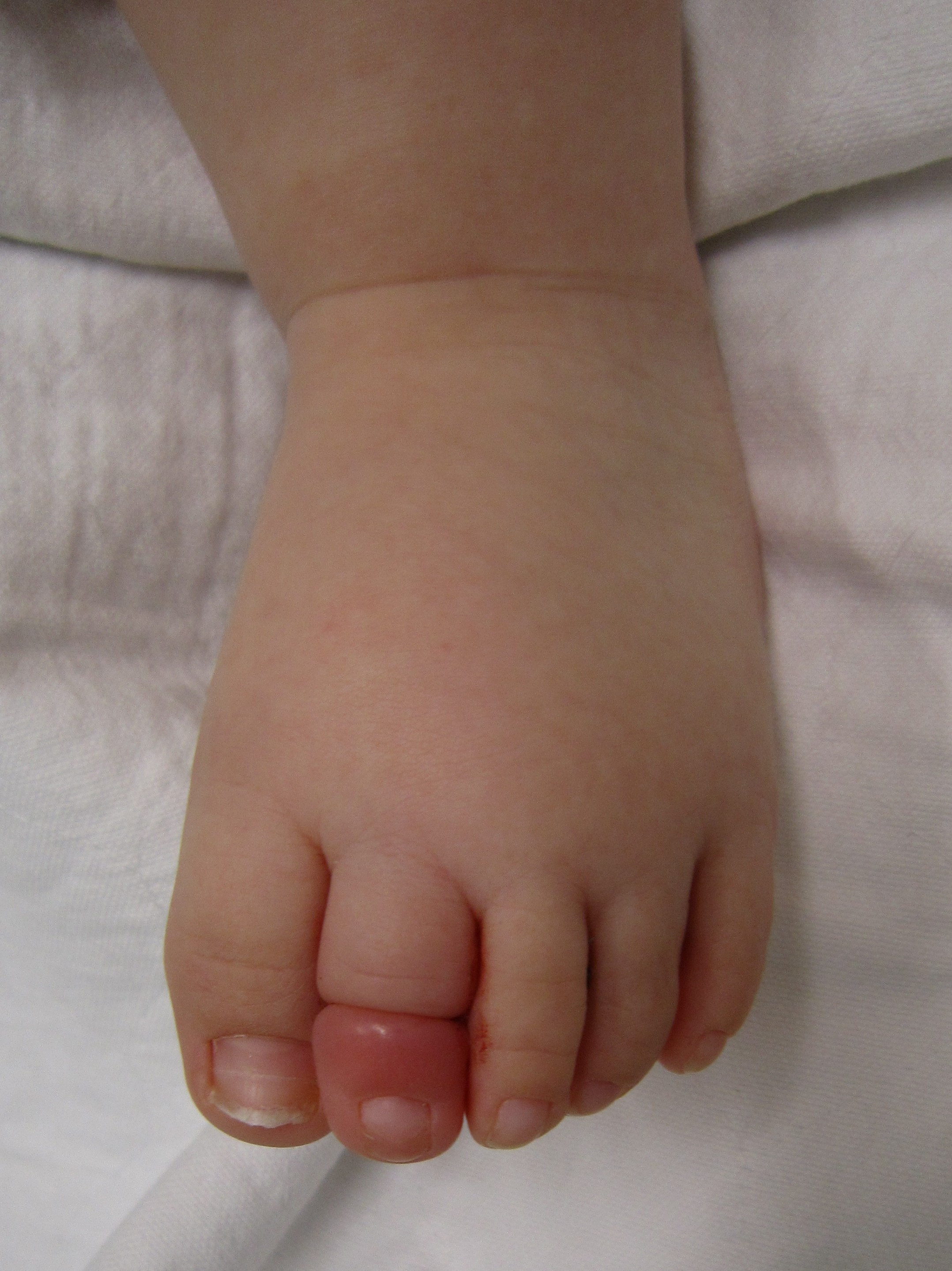
Haar-Tourniquet der zweiten Zehe

- Revaskularisation (= Wiedereröffnung) einer großen Arterie durch operative Embolektomie oder medikamentöse Lyse einer Thromboembolie, eines Leriche-Syndroms o. ä.
- vorausgegangene Strangulationen von Extremitäten durch Fremdmaterialen (z. B. Haare, Schnüre, Tourniquet). Grundsätzlich ist bei Vorliegen dieses Syndromes im Säuglingsalter auch an Kindesmissbrauch zu denken.[3][4]
- Lange Blutsperre bei Operationen

## Begriffsabgrenzung
Bei der Paraphimose entsteht die Strangulation nicht durch Fremdmaterial, sondern durch das phimotisch verengte Präputium.
Der Begriff Tourniquet-Syndrom wird in der Literatur zum Teil synonym mit Postischämie-Syndrom verwendet, das die Folgen nach langanhaltender Durchblutungsstörung (Reperfusionsschaden) beschreibt.